# Ogoki Reservoir
Ogoki Reservoir är en sjö i Kanada.   Den ligger i Thunder Bay District och provinsen Ontario, i den sydöstra delen av landet, 1 100 km nordväst om huvudstaden Ottawa. Ogoki Reservoir ligger 333 meter över havet. Den ligger vid sjön Mojikit Lake.
I omgivningarna runt Ogoki Reservoir växer i huvudsak blandskog. Trakten runt Ogoki Reservoir är nära nog obefolkad, med mindre än två invånare per kvadratkilometer.